# Ghulam Ishaq Khan Institute of Engineering Sciences and Technology
Ghulam Ishaq Khan Institute of Engineering Sciences and Technology (urd. غلام اسحاق خان انسٹیٹیوٹ GIKI) – pakistański uniwersytet badawczy w Topi i Swabi.

## Historia
W 1988 został założony SOPREST (Society for the Promotion of Engineering Sciences and Technology), organizacja macierzysta dla GIKI. Jednak sam Ghulam Ishaq Khan Institute of Engineering Sciences and Technology został powołany do życia w 1993 roku. Budowę biblioteki uniwersyteckiej zakończono w 1996 roku.

## Wydziały
Uniwersytet posiada sześć wydziałów:
- wydział elektrotechniki
- wydział informatyki i inżynierii
- wydział budowy maszyn
- wydział nauk inżynieryjnych
- wydział technologii chemicznej i inżynierii procesowej
- wydział nauk humanistycznych i zarządzania.